# شتاب (فیلم ۲۰۱۹)
شتاب (به انگلیسی: Acceleration) یک فیلم ویدئویی  آمریکایی اکشن محصول سال ۲۰۱۹ به کارگردانی مایکل مرینو و دانیل زیریلی با بازی دولف لاندگرن، ناتالیا بورن، چاک لیدل، شان پاتریک فلانری و دنی ترخو است. 

## خلاصه داستان
ولادیک زوریچ، یک ارباب جنایت که نفوذش در لایه‌های پنهان و آلودهٔ لس‌آنجلس گسترده شده و در زمینهٔ فروش اسلحه، قمار، مواد مخدر و قاچاق انسان فعالیت دارد، از سوی معتمدترین نیروی خود، رونا زیوکی، مورد خیانت قرار می‌گیرد. ولادیک که شیفتهٔ قدرت، کنترل و خشونت است، پسر خردسال رونا را می‌رباید تا او را وادار کند در حذف دشمنان و شناسایی‌هایش مشارکت کند.
در حالی که جان فرزندش در خطر است، رونا تلاش می‌کند در طول یک شب سرنوشت‌ساز، خطرناک‌ترین و بیمارترین دشمنان ولادیک را پیدا کرده و از میان بردارد و در عین حال، کالاها و اطلاعات ارزشمندی را بازپس گیرد. برای اینکه رونا را تحت کنترل نگه دارد، ولادیک قوانین «بازی» خود را مشخص کرده و همهٔ حرکات او را در خیابان‌های تاریک لس‌آنجلس زیر نظر دارد. با این حال، او قدرت عشق مادرانه را دست‌کم می‌گیرد و به‌تدریج کنترل نقشهٔ شیطانی‌اش از دستش خارج می‌شود.

## بازیگران
- دولف لاندگرن در نقش ولادیک زوریچ
- ناتالیا بورن در نقش رونا
- چاک لیدل در نقش هانیبال
- شان پاتریک فلانری در نقش کین
- دنی ترخو در نقش سانتوس

## انتشار فیلم
فیلم شتاب در ۸ نوامبر ۲۰۱۹ در ایالات متحده آمریکا به صورت فیلم ویدئویی منتشر شد.

## پذیرش انتقادی
این فیلم بیشتر نقدهای منفی از منتقدان دریافت کرده‌است.